# 大型原子炉の事故の理論的可能性及び公衆損害額に関する試算
『大型原子炉の事故の理論的可能性及び公衆損害額に関する試算』（おおがたげんしろの じこの りろんてきかのうせい および こうしゅうそんがいがくに かんするしさん）は、科学技術庁の委託により1959年に日本原子力産業会議がとりまとめた報告書である。1999年に全文が公表された。

## 経緯
1950年代、アメリカ合衆国は原子力発電を積極的に進めようとしており、アメリカ原子力委員会の委託を受けて、ブルックヘブン国立研究所が原発事故の災害規模を推定する研究を行なっていた。1957年、その研究報告（en:WASH-740）が発表され、最悪の原発事故の場合、急性死者3400人、急性障害者4万3000人、要観察者380万人、永久立ち退き面積2000平方㎞、農業制限等面積39万平方㎞、といった試算結果が示された。アメリカ合衆国議会は、事業者のリスクを軽減し原子力発電を推進するため、原発事業者の賠償責任を一定額で打ち切るプライス・アンダーソン法を同年9月に成立させることになった。
日本国はこの時期原子力発電の新規導入を進めていて、プライス・アンダーソン法に相当する原子力損害の賠償に関する法律（原賠法、1961年6月成立）を制定することになり、日本の原発で事故が起きた際にどれくらいの被害が出るのかを見積もっておく必要が生まれた。1959年8月、科学技術庁の委託を受け、日本原子力産業会議（現日本原子力産業協会）がWASH-740を手本に原発事故規模の試算を実施した。1960年4月、専門家らによる「大型原子炉の事故の理論的可能性及び公衆損害額に関する試算」と題する全文244ページの報告書がまとめられ同庁に提出された。
1961年4月20日、同庁は衆議院科学技術振興対策特別委員会に対し、冒頭18ページを占める要約部分のみパンフレットにして提出し審議に臨んだ。全文は公表されずマル秘扱いとされた 。
1973年、報告書の概要が一般に明らかにされた。1976年2月20日発行の武谷三男『原子力発電』（岩波新書）は、報告書の内容に言及した。1979年4月9日付『赤旗』は、この報告書の存在を報道。報告書が事故発生を想定した原発は電気出力で約15万キロワットだが、それでも最悪の場合、「被ばくによる死亡者が数百人、放射線障害者が数千人、放射線障害の恐れで要観察者が数百万人になるとし｣｢当時の国家予算に匹敵する1兆円以上の被害を予測しています」と伝えた。
ところが、1989年3月の参議院科学特別委員会では、科学技術庁原子力局長は原発事故の被害予測をしたこと自体を否定した。
1998年夏ごろから全文の存在が一部で伝えられ、1999年4月27日と5月27日の参議院経済・産業委員会で追及された。有馬朗人科学技術庁長官は「今後は原子力基本法の民主・自主・公開の3原則に従って十分公開していく」と約束し、同年6月2日全文が各党に届けられた。

## 内容
総論にあたる要約（1-18ページ）の後に、各論にあたる附録A-附録G（19-244ページ）が続く。
発生すると信じうる最悪の事故の場合でも、一般人の浴びる放射線量は許容線量を超えることがないように設計されており、巨大な公衆損害が生じることはありえない、とする一方で、炉心溶融と反応度事故を最悪の事故から除外するのは主観的であるとして、ある条件下では死亡540人、障害2900人、要観察400万人、立ち退き3800万人、農業制限36000平方㎞、損害額9630億円（1959年価格）といった試算結果を示した。
出力50万キロワットの発電所から2％の放射能が漏れた場合、放出量は約1000万キュリー(3.7×1017Bq)で、チェルノブイリ原子力発電所事故の3分の1以下にあたる、との想定で、損害額を試算すると、最大で3兆7000億円（附録G、当時の国の一般会計1兆7000億円の2倍以上）になると明記。人的被害を1-4級までの等級に分け、治療費、慰謝料の額など具体的な試算結果が盛り込まれている。